# Ventricolo destro
Il ventricolo destro è una delle due camere inferiori che costituiscono il corpo principale del cuore. La sua parete è più sottile rispetto a quella del ventricolo di sinistra. Il ventricolo destro presenta tre pareti: posteriore, anteriore e mediale. Il sangue scorre dall'atrio destro al ventricolo destro attraverso un'ampia apertura. Questo flusso è regolato dalla valvola tricuspide, a cui sono attaccate le corde tendinee che limitano il movimento delle cuspidi ed evitano il reflusso del sangue.

## Forma
Ha al forma di una piramide triangolare con l'apice rivolto in basso verso la punta del cuore. La superficie interna del ventricolo destro presenta una serie di pieghe dette trabecole carnee di primo, di secondo e terzo ordine. Le trabecole di terzo ordine sono uguali ai muscoli pettinati, cioè muscolatura scolpita nella parete del miocardio; la muscolatura di secondo ordine è costituita invece da trabecole muscolari con la forma di manico di valigia collegate all'estremità alle pareti e libere nel mezzo; quelle di primo ordine sono dette muscoli papillari, e con un'estremità si attaccano alla parete, mentre con l'altra estremità, attraverso le corde tendine, si inseriscono sulla valvola tricuspide e sono importanti nella chiusura della valvola.

## Connessione con la Piccola circolazione
Nel ventricolo destro la via di afflusso è data dal sangue che dall'atrio entra nel ventricolo dirigendosi nella parte inferiore; dopo la contrazione ventricolare, il sangue viene convogliato nella via di efflusso, detta anche cono arterioso, che porta nel lume del tronco della arteria polmonare, alla cui base si trova la valvola semilunare che garantisce l'unidirezionalità del flusso.
Le due vie sono separate da un anello muscolare costituito dalla cresta sopraventricolare, dal fascio settale che si continua nel "fascio moderatore di Leonardo da Vinci" (o trabecola settomarginale), che è una trabecola di secondo ordine posta trasversalmente e che si pensava avesse la funzione di impedire un'eccessiva dilatazione del ventricolo nella diastole, da cui il nome "fascio moderatore" (tale funzione è invece assolta principalmente dal pericardio fibroso). Quindi se ne deduce che la via di efflusso si trovi sul davanti della via di afflusso.